# Eupithecia klosi
Eupithecia klosi är en fjärilsart som beskrevs av Karl Dietze 1913. Eupithecia klosi ingår i släktet Eupithecia och familjen mätare. Inga underarter finns listade i Catalogue of Life.